# 大连霞小学校
38°54′58″N 121°35′24″E / 38.916085°N 121.589995°E
大连霞小学校（日语：／ Dairen Kasumi Shōgakkō），是大连市日占时期，位于霞町（今长江路、兴工街）的一所小学。是现今大连市第八中学的前身，建立于公元1932年4月，于同年六月正式开学。